# Megachile marina
Megachile marina là một loài Hymenoptera trong họ Megachilidae. Loài này được Friese mô tả khoa học năm 1911.